# Abraxas (djur)
Abraxas är ett släkte av fjärilar som beskrevs av William Elford Leach 1815. Abraxas ingår i familjen mätare, Geometridae.

## Dottertaxa tillAbraxas, i alfabetisk ordning[1][2]
- Abraxas abrasata Warren, 1898
- Abraxas adelphica Wehrli, 1932
- Abraxas adilluminata (Inoue, 1984)
- Abraxas adusta Hampson, 1891
- Abraxas aequimargo Semper, 1901
- Abraxas aesiopsis Inoue, 1970
- Abraxas albiplaga (Warren, 1894)
- Abraxas albiquadrata (Warren, 1897)
- Abraxas alpestris Warren, 1893
- Abraxas amicula Wehrli, 1935
- Abraxas antinebulosa Inoue, 1984
- Abraxas antipusilla Inoue, 1995
- Abraxas aphorista Prout, 1927
- Abraxas aritai Inoue, 1994
- Abraxas asemographa Wehrli, 1931
- Abraxas ateles Wehrli, 1935
- Abraxas atrolivens Inoue, 1994
- Abraxas auchmodes Wehrli, 1930
- Abraxas baccata Warren, 1898
- Abraxas calypta Wehrli, 1935
- Abraxas capitata Warren, 1894
- Abraxas celidota Wehrli, 1931
- Abraxas circinata Wehrli, 1935
- Abraxas comminuta Warren, 1899
- Abraxas confluentaria Warren, 1898
- Abraxas conialeuca Wehrli, 1931
- Abraxas consputa Bastelberger, 1909
- Abraxas copha Prout, 1916
- Abraxas cosmia Wehrli, 1931
- Abraxas culpini Prout, 1915
- Abraxas cupreilluminata Inoue, 1984
- Abraxas curvilinearia Leech, 1897
- Abraxas cyclobalia West, 1929
- Abraxas degener Warren, 1894
- Abraxas diastema Prout, 1926
- Abraxas dichostata Prout, 1927
- Abraxas discoparallela Wehrli, 1931
- Abraxas disrupta Warren, 1894
- Abraxas ditritaria Walker, 1862
- Abraxas elaioides Wehrli, 1931
- Abraxas epipercna Wehrli, 1931
- Abraxas etridoides Hampson, 1895
- Abraxas expectata Warren, 1902
- Abraxas extralineata Warren, 1899
- Abraxas faceta Inoue, 1987
- Abraxas fasciaria (Guérin-Méneville, 1843)
- Abraxas flavimacula (Warren, 1896)
- Abraxas flavisinuata Warren, 1894
- Abraxas flavobasalis Leech, 1897
- Abraxas fletcheri Inoue, 1984
- Abraxas formosilluminata (Inoue, 1984)
- Abraxas fulvobasalis Warren, 1894
- Abraxas fuscescens Butler, 1886
- Abraxas gephyra West, 1929
- Abraxas germana Swinhoe, 1891
- Abraxas grisearia Leech, 1897
- Abraxas grossulariata (Linnaeus, 1758), Krusbärsmätare
  - Abraxas grossulariata conspurcata Butler, 1878
  - Abraxas grossulariata dsungarica Wehrli, 1939
  - Abraxas grossulariata minor Herz, 1905
  - Abraxas grossulariata notabilis Wehrli, 1929
  - Abraxas grossulariata ribesata Staudinger, 1892
- Abraxas gunsana Inoue, 1970
- Abraxas harutai Inoue, 1970
- Abraxas hemerophiloides Wehrli, 1931
- Abraxas illuminata Warren, 1894
- Abraxas incolorata Warren, 1894
- Abraxas intermedia Warren, 1888
- Abraxas interpunctata Warren, 1905
- Abraxas intervacuata (Warren, 1896)
- Abraxas invasata Warren, 1897
- Abraxas irrorata Moore, 1868
- Abraxas irrula Hampson, 1891
- Abraxas ischnophragma Prout, 1929
- Abraxas joyceyi Prout, 1929
- Abraxas kanoi Inoue, 1970
- Abraxas kansuensis Wehrli, 1932
  - Abraxas kansuensis austerior Wehrli, 1939
  - Abraxas kansuensis centrisinensis Wehrli, 1939
- Abraxas kansuvolans Wehrli, 1939
- Abraxas karafutonis Matsumura, 1925
- Abraxas labraria Guenée
- Abraxas latifasciata Warren, 1894
- Abraxas latizonata Hampson, 1907
- Abraxas leopardina (Kollar)
- Abraxas leucaphrodes Wehrli, 1935
- Abraxas leucoloepa Prout, 1928
- Abraxas leucostola Hampson, 1893
  - Abraxas leucostola argyrosticta Hampson, 1907
- Abraxas lugubris Prout, 1925
- Abraxas luteolaria Swinhoe, 1889
- Abraxas macroplaca de Joannis, 1929
- Abraxas macularia Herz, 1905
- Abraxas maculicincta Walker, 1866
- Abraxas major Wehrli, 1935
- Abraxas martaria Guenée, 1857
- Abraxas membranacea Warren, 1894
- Abraxas metabasis Prout, 1927
- Abraxas metallica Inoue, 1994
- Abraxas metamorpha Warren, 1893
  - Abraxas metamorpha conferta Swinhoe, 1893
- Abraxas miranda Butler, 1878
  - Abraxas miranda aesia Prout, 1925
- Abraxas molybdea Inoue, 1995
- Abraxas moniliata Warren, 1897
- Abraxas montivolans Wehrli, 1935
- Abraxas monychata Felder & Rogenhofer, 1875
  - Abraxas monychata arfaki Bethune-Baker, 1911
  - Abraxas monychata ceramensis Prout, 1922
- Abraxas nebularia Leech, 1897
  - Abraxas nebularia semiturpis Warren, 1897
- Abraxas neomartaria Inoue, 1970
- Abraxas nepalensis Inoue, 1970
- Abraxas nepalilluminata Inoue, 1970
- Abraxas nephodes Wehrli, 1939
- Abraxas nigrivena Warren, 1893
- Abraxas niphonibia Wehrli, 1935
  - Abraxas niphonibia wassuensis Wehrli, 1939
- Abraxas notata Warren, 1894
- Abraxas oblongostigma Inoue, 1994
- Abraxas omissa Warren, 1907
- Abraxas ostrina Swinhoe, 1890
- Abraxas pantaria (Linnaeus, 1767)
  - Abraxas pantaria cataria Guenée
  - Abraxas pantaria urganda (Stoll, 1781)
- Abraxas parvimiranda Inoue, 1984
- Abraxas parvipunctata Warren, 1905
- Abraxas paucinotata Warren, 1894
- Abraxas pauxilla Wehrli, 1935
- Abraxas perchaotica Wehrli, 1931
- Abraxas peregrina Inoue, 1995
- Abraxas permaculosa Wehrli, 1935
- Abraxas permutans Wehrli, 1931
- Abraxas persimplex Inoue, 1984
- Abraxas persuspecta Wehrli, 1935
- Abraxas picaria Moore, 1868
- Abraxas placata Inoue, 1984
- Abraxas pleniguttata Warren, 1897
- Abraxas plumbeata Cockerell, 1906
- Abraxas poliaria Swinhoe, 1890
  - Abraxas poliaria crocearia Hampson, 1891
  - Abraxas poliaria fumicolor Warren, 1898
- Abraxas poliostrota Hampson, 1907
- Abraxas polysticta Wehrli, 1931
- Abraxas praepiperata (Wehrli, 1935)
- Abraxas privata Bastelberger, 1905
- Abraxas proicteriodes Wehrli, 1931
- Abraxas propior Wehrli, 1935
- Abraxas propsara Wehrli, 1935
- Abraxas prosthetocneca Prout, 1925
- Abraxas pseudogunsana Inoue, 1995
- Abraxas punctaria Leech, 1897
- Abraxas punctifera (Walker)
- Abraxas punctisignaria Leech, 1897
- Abraxas pusilla Butler, 1880
- Abraxas quadrimorpha Inoue, 1987
- Abraxas reticularia Leech, 1897
- Abraxas rhusiocirra Wehrli, 1931
- Abraxas satoi Inoue, 1972
- Abraxas semilivens Wehrli, 1935
- Abraxas semiusta West, 1929
- Abraxas sesquilineata Warren, 1899
- Abraxas shensica Wehrli, 1935
- Abraxas shigernaei Inoue, 1970
- Abraxas sinicaria Leech, 1897
- Abraxas sinilluminata Wehrli, 1935
- Abraxas sinimartaria Wehrli, 1935
- Abraxas sinopicaria Wehrli, 1935
- Abraxas sordida Hampson, 1893
- Abraxas sporocrossa Turner, 1922
- Abraxas stictotaenia Wehrli, 1932
- Abraxas stresemanni Rothschild, 1915
- Abraxas subflava Wehrli, 1935
- Abraxas subhyalinata Röber, 1891
  - Abraxas subhyalinata discata Warren, 1897
- Abraxas sublepida Inoue, 1995
- Abraxas submartiaria Wehrli, 1932
- Abraxas suffusa Warren, 1894
- Abraxas superpicaria Inoue, 1970
- Abraxas suspecta Warren, 1894
- Abraxas sylvata (Scopoli, 1763), Almfläckmätare
  - Abraxas sylvata ijimai Inoue, 1955
  - Abraxas sylvata intensa Cockerell, 1906
  - Abraxas sylvata ischna Wehrli, 1939
  - Abraxas sylvata microtate Wehrli, 1931
- Abraxas symmetrica Warren, 1894
- Abraxas syngenica Wehrli, 1935
  - Abraxas syngenica friedrichi Wehrli, 1935
- Abraxas taiwanensis Inoue, 1984
- Abraxas tenellula Inoue, 1984
- Abraxas tenuisuffusa Inoue, 1984
- Abraxas todara Swinhoe, 1889
- Abraxas tortuosaria Leech, 1897
- Abraxas trigonomorpha Inoue, 1987
- Abraxas triseriaria Herrich-Schäffer, 1855
- Abraxas triseriata Warren, 1893
- Abraxas unisinuata Warren, 1896
- Abraxas virginalis Butler, 1886
- Abraxas wegneri Prout, 1935
- Abraxas wehrlii Bytinski-Salz & Brandt, 1937
- Abraxas wilemani Inoue, 1984

## Bildgalleri

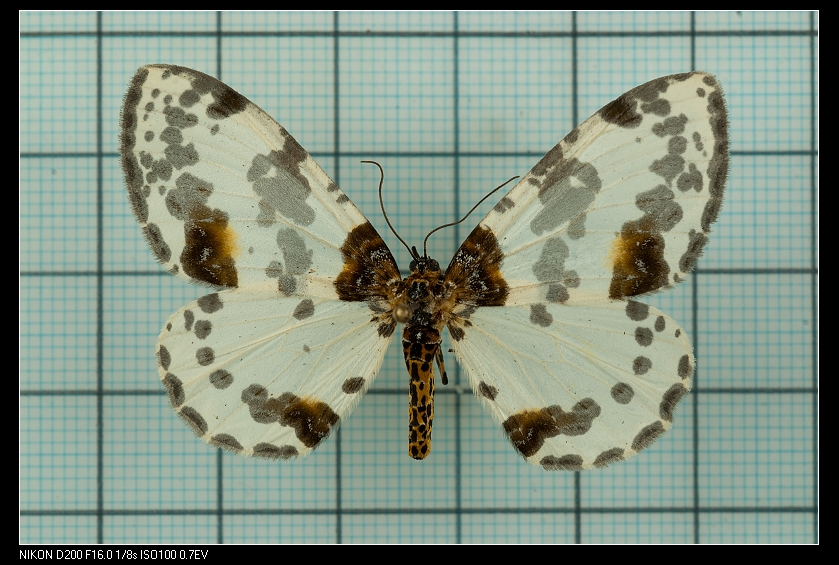
Abraxas adilluminata
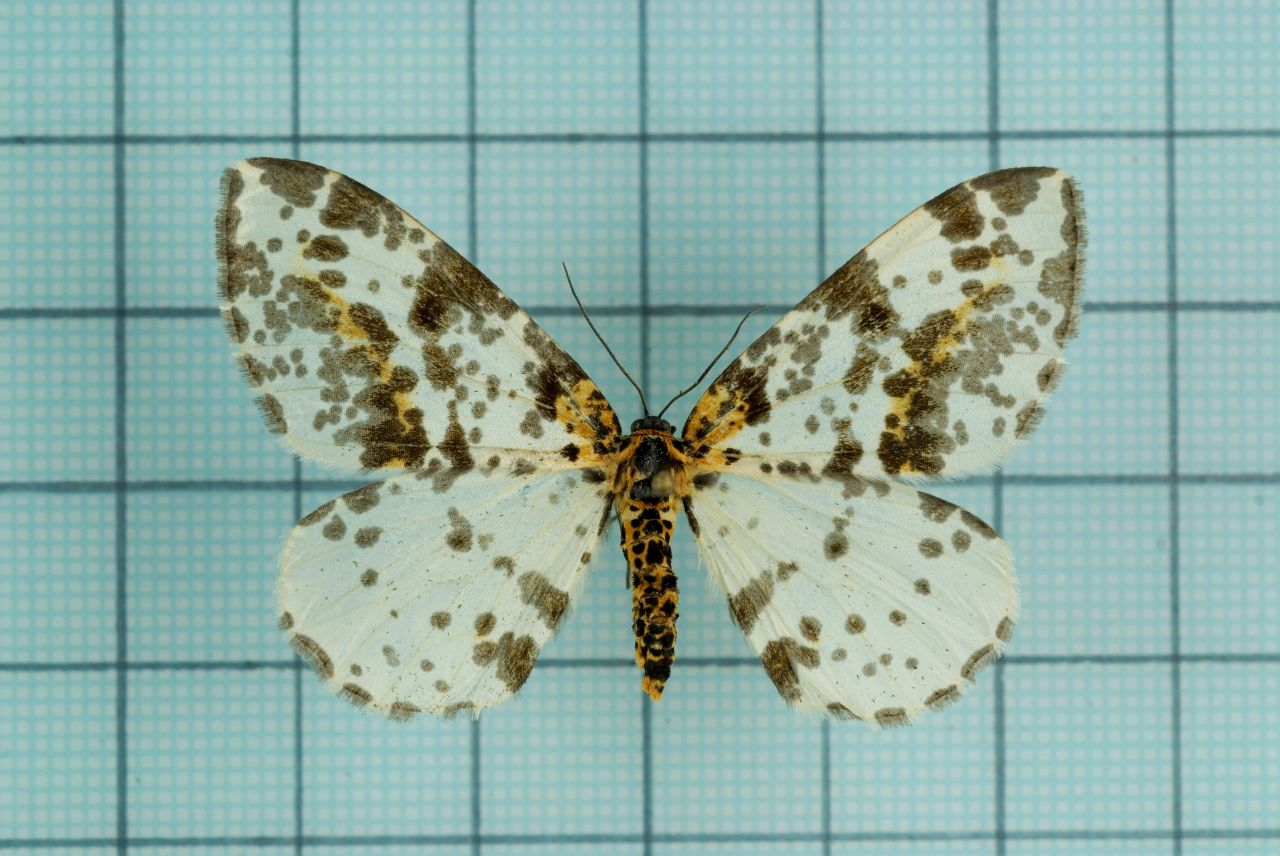
Abraxas consputa
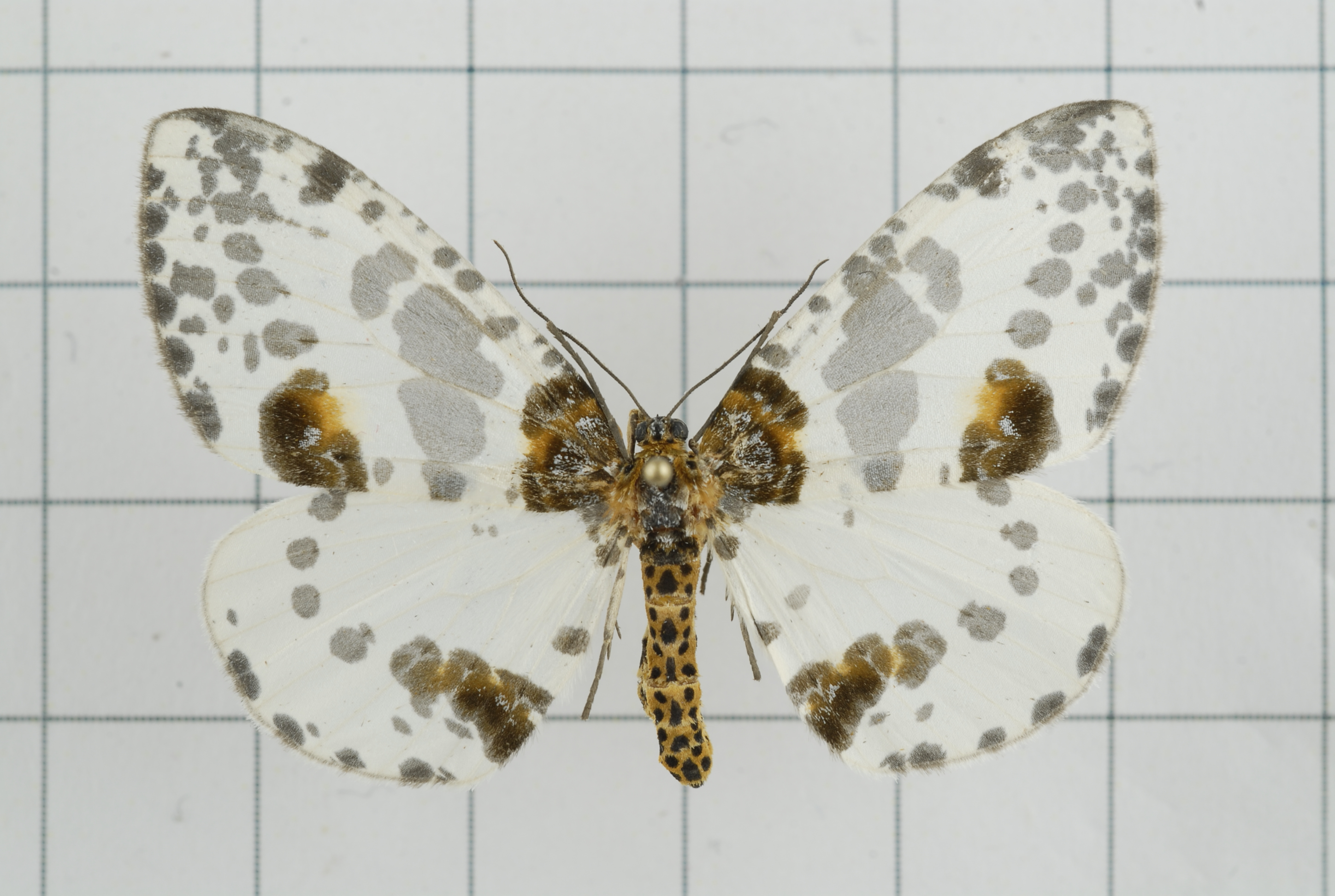
Abraxas cupreilluminata
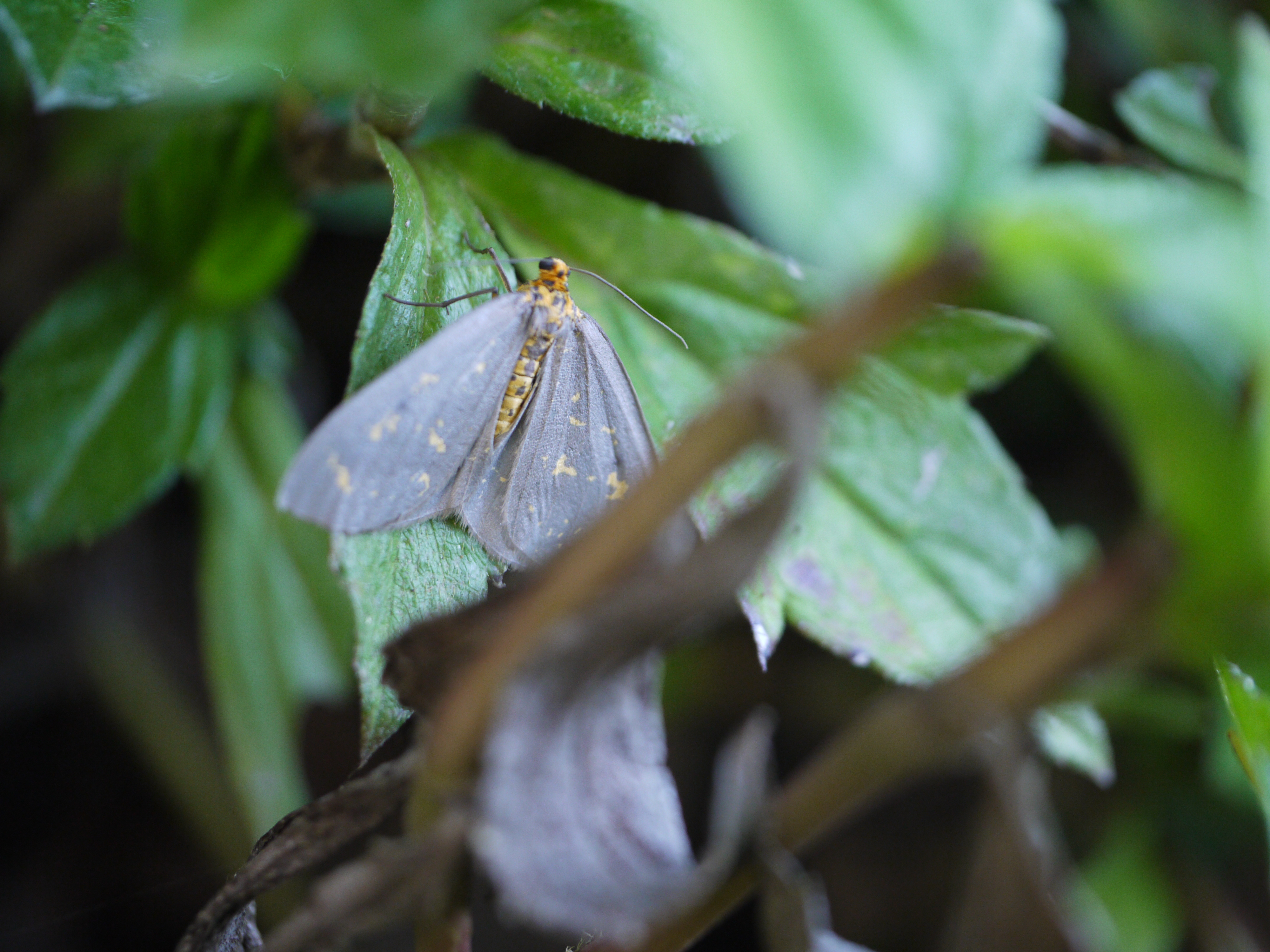
Abraxas ditritaria
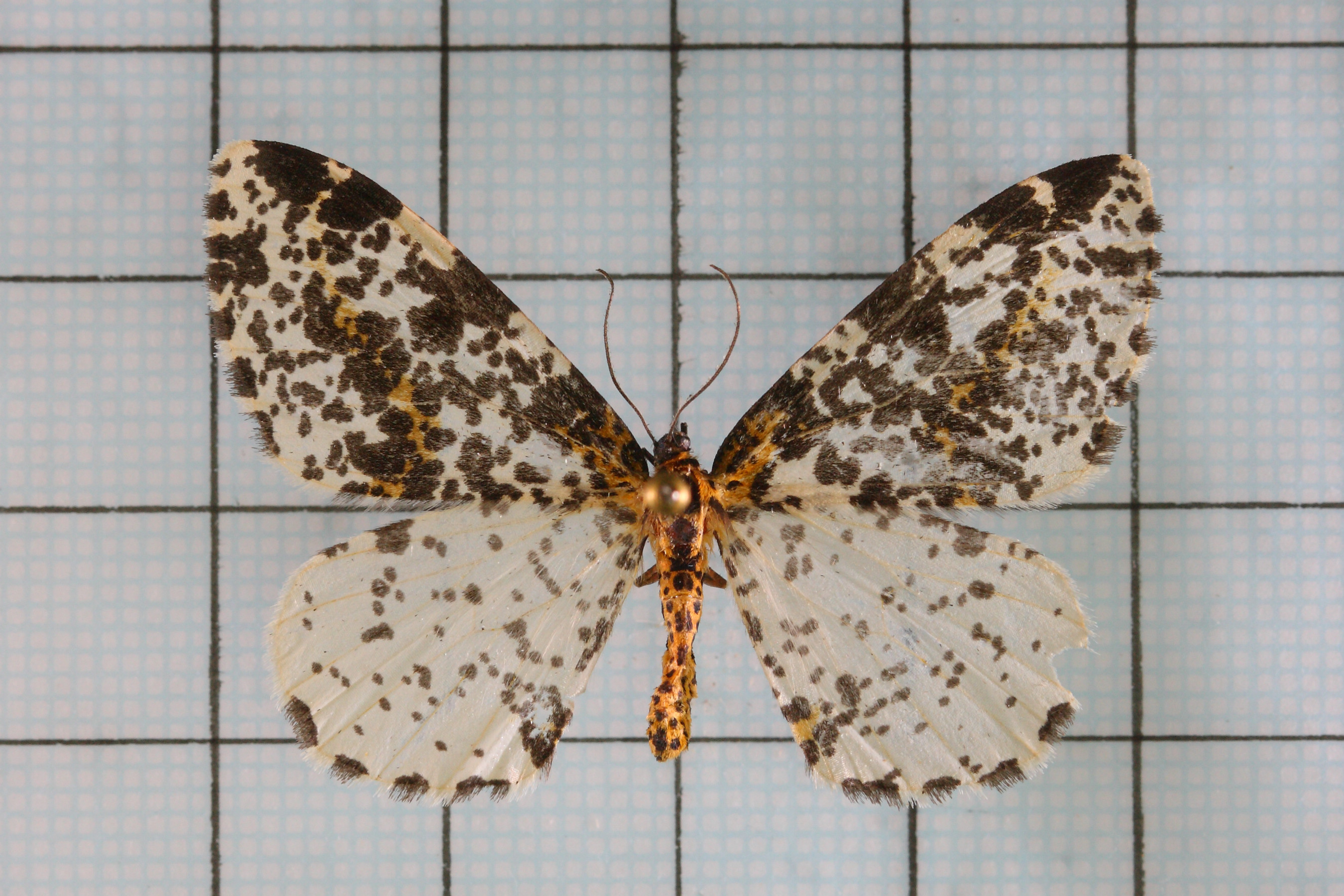
Abraxas fletcheri
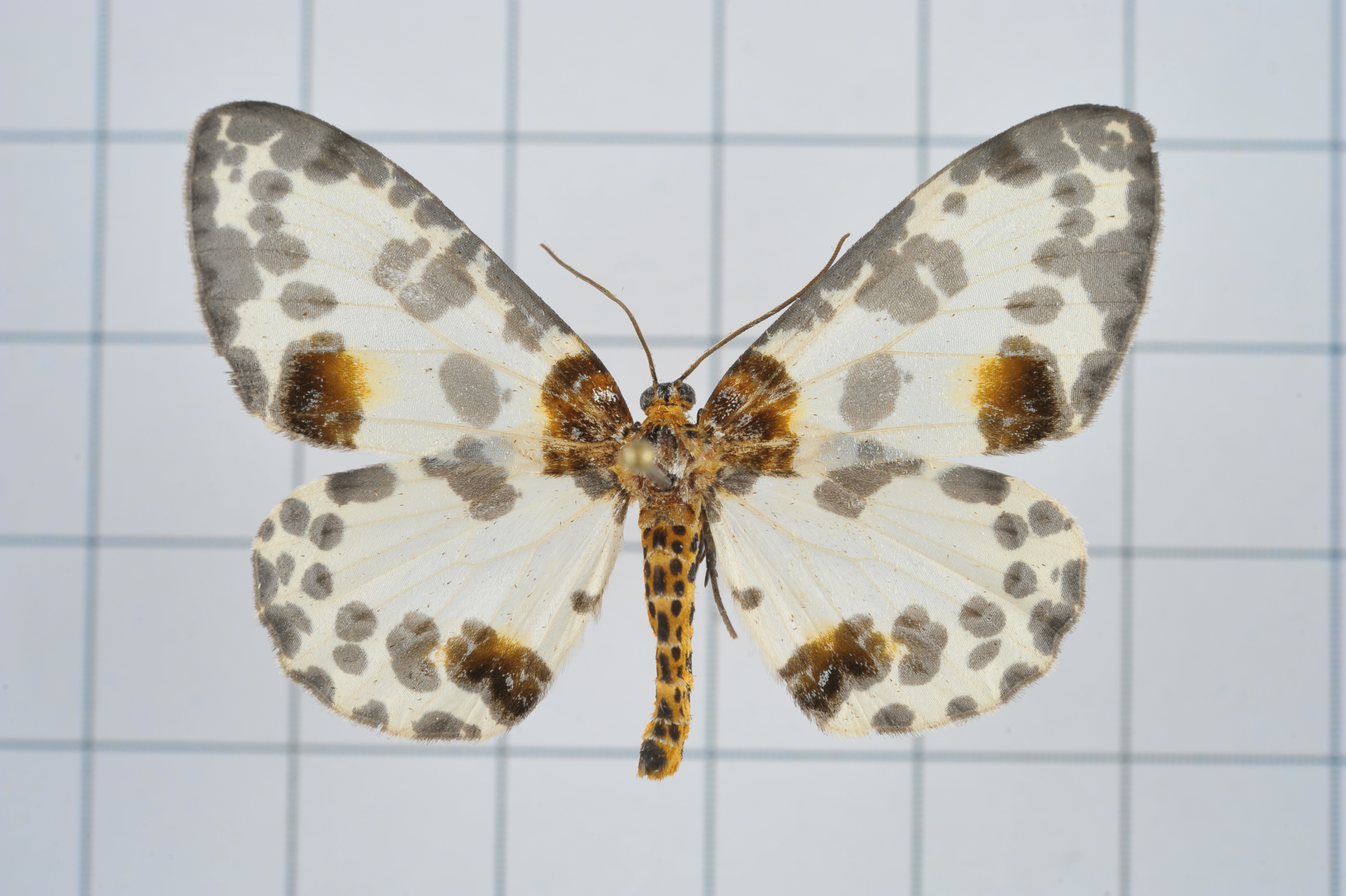
Abraxas formosilluminata
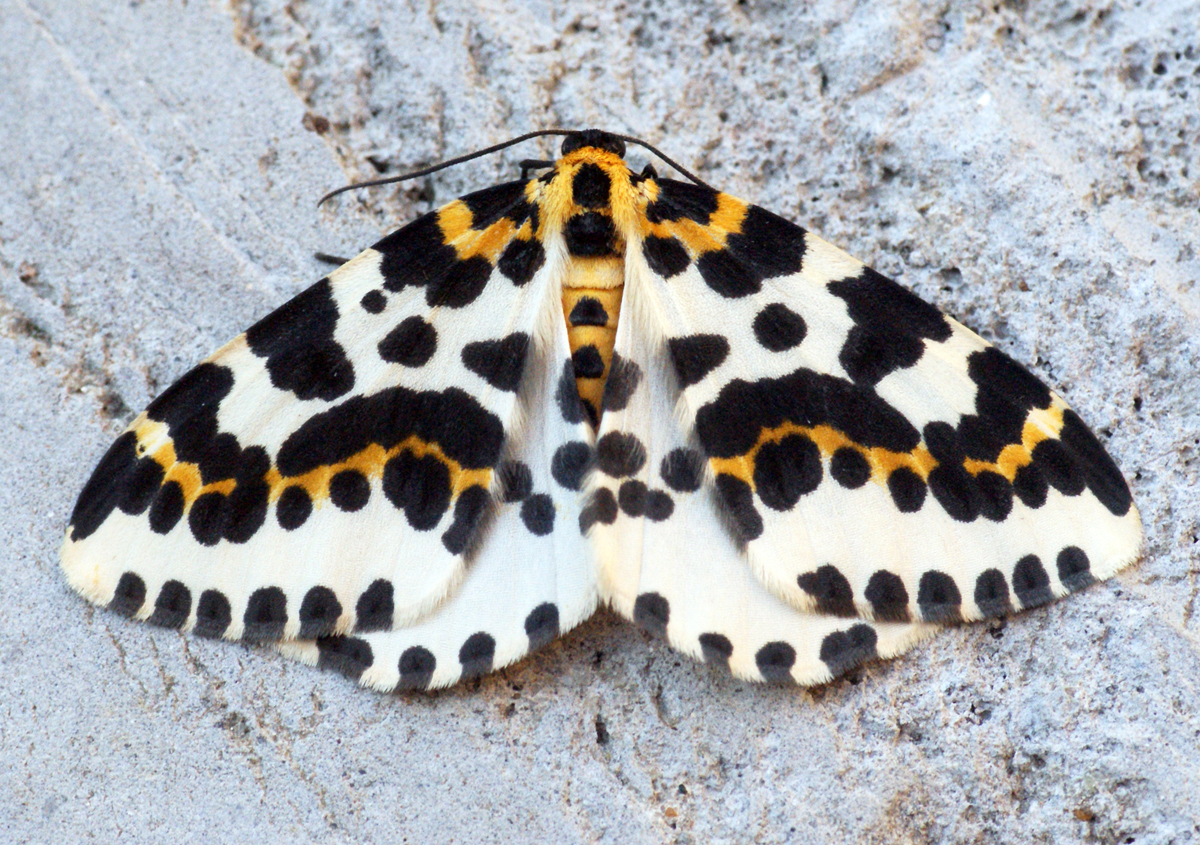
Krusbärsmätare, Abraxas grossulariata
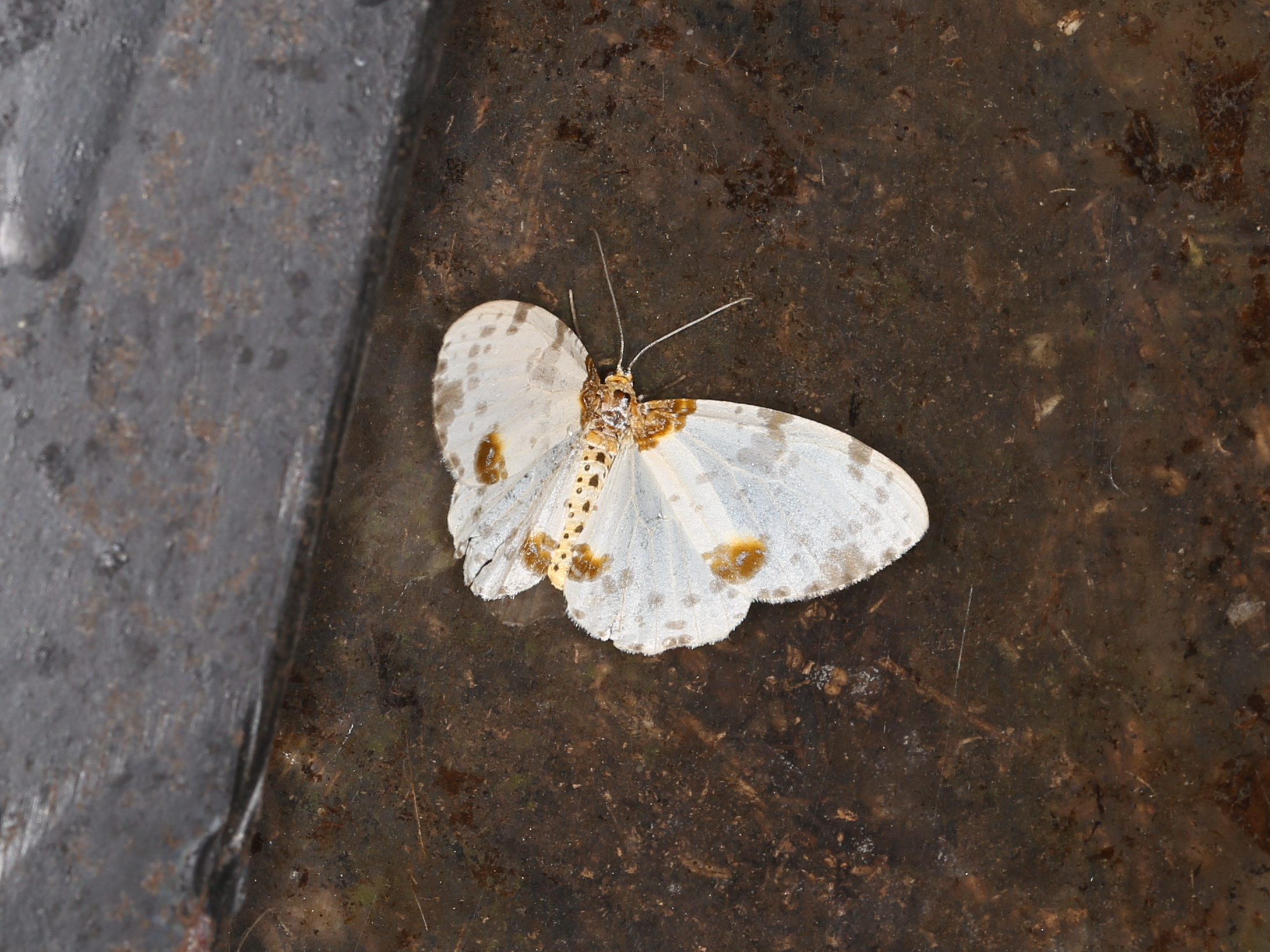
Abraxas illuminata
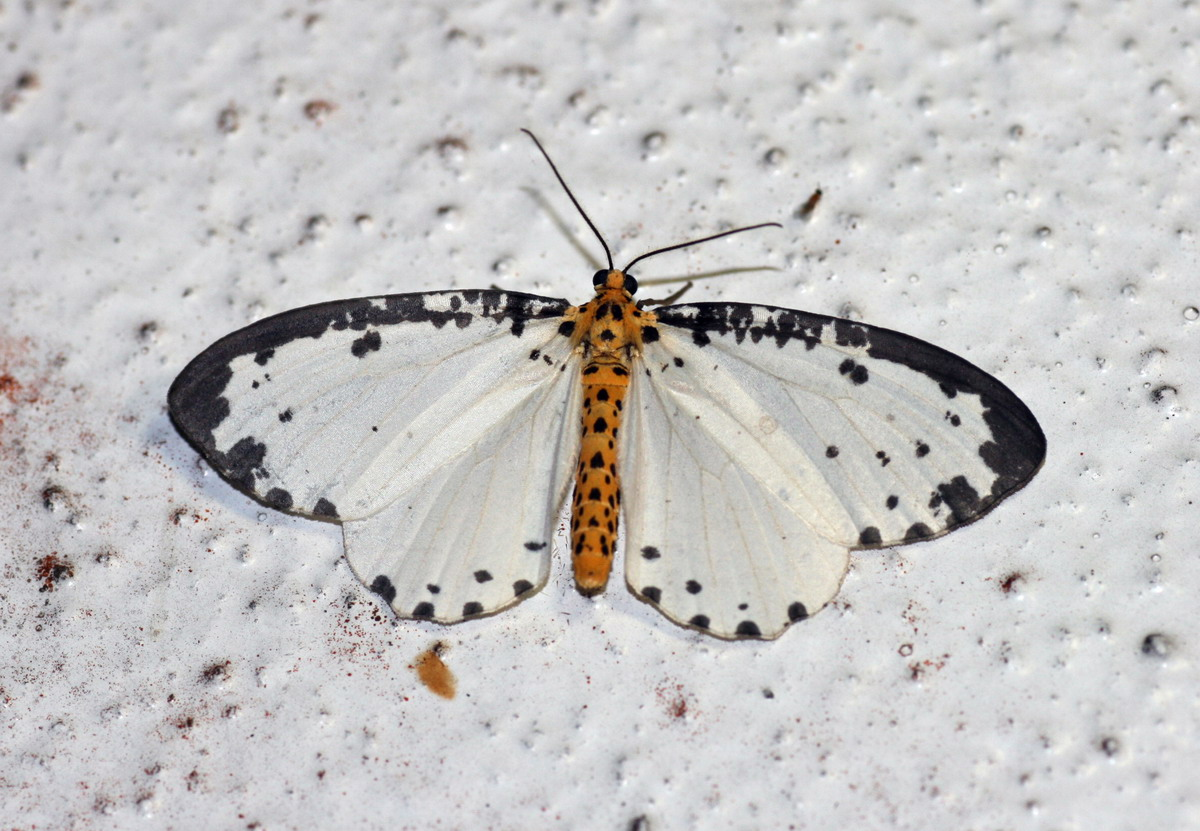
Abraxas incolorata
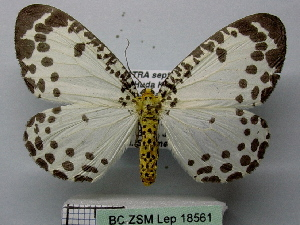
Abraxas invasata
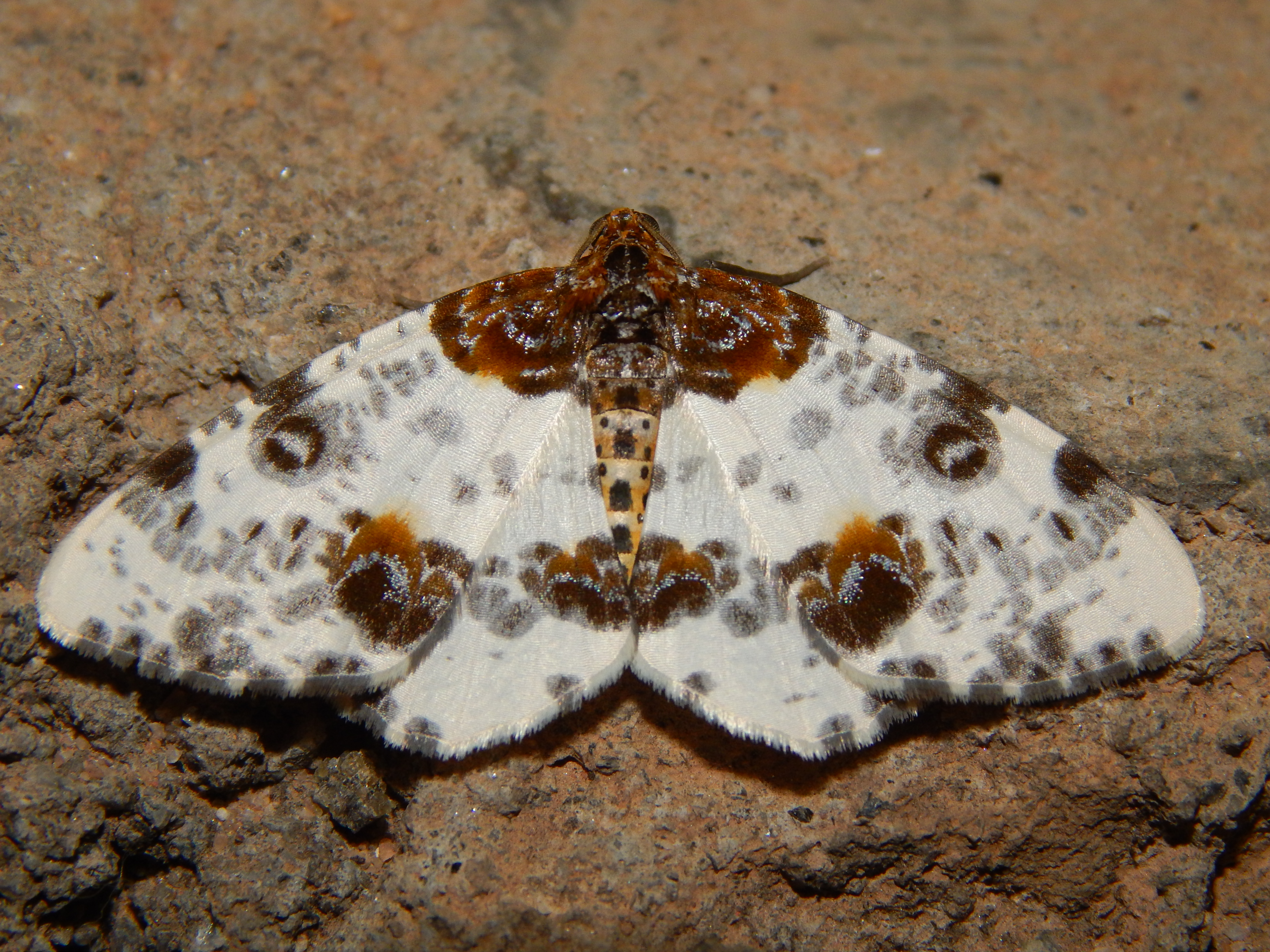
Abraxas leucostola
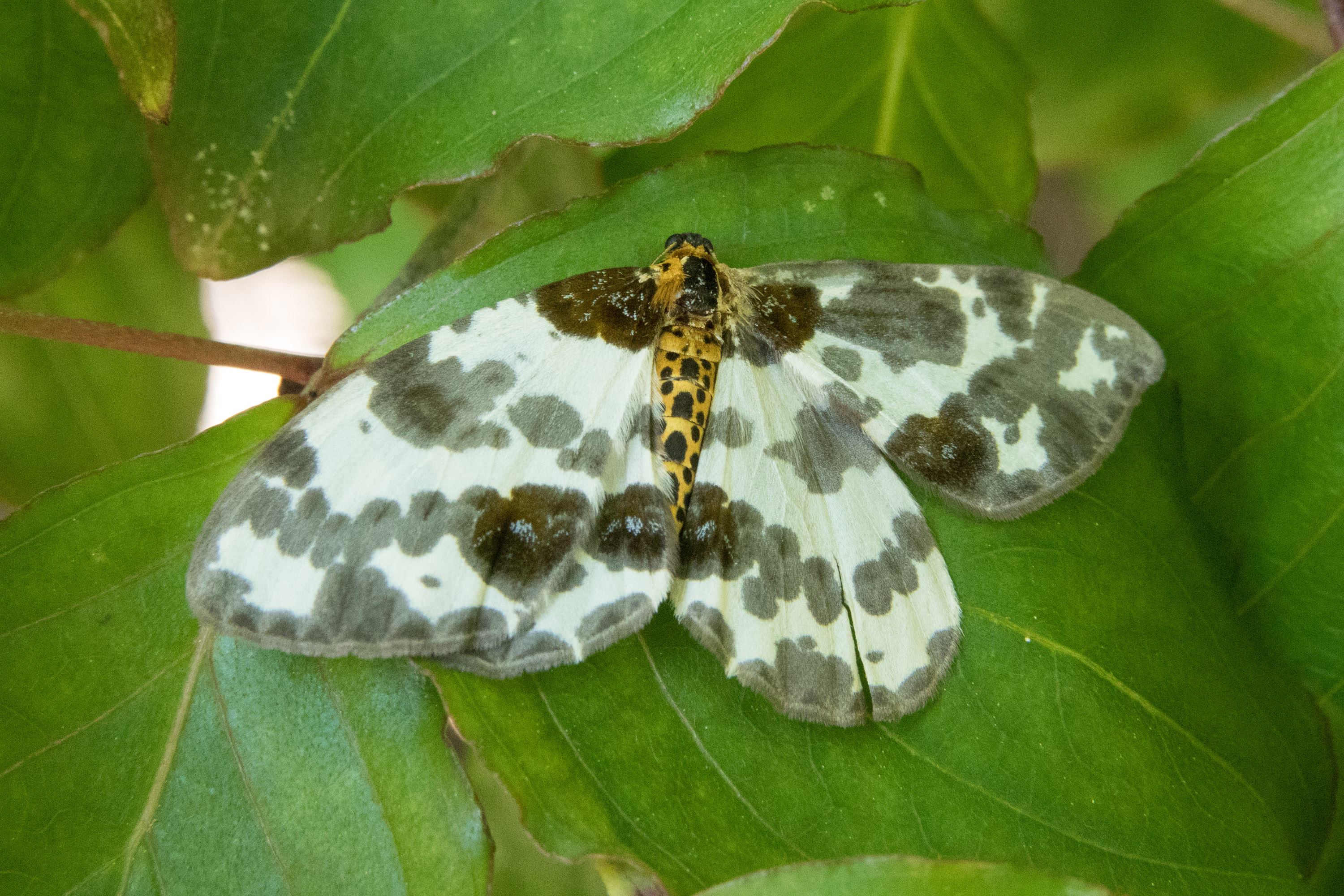
Abraxas miranda
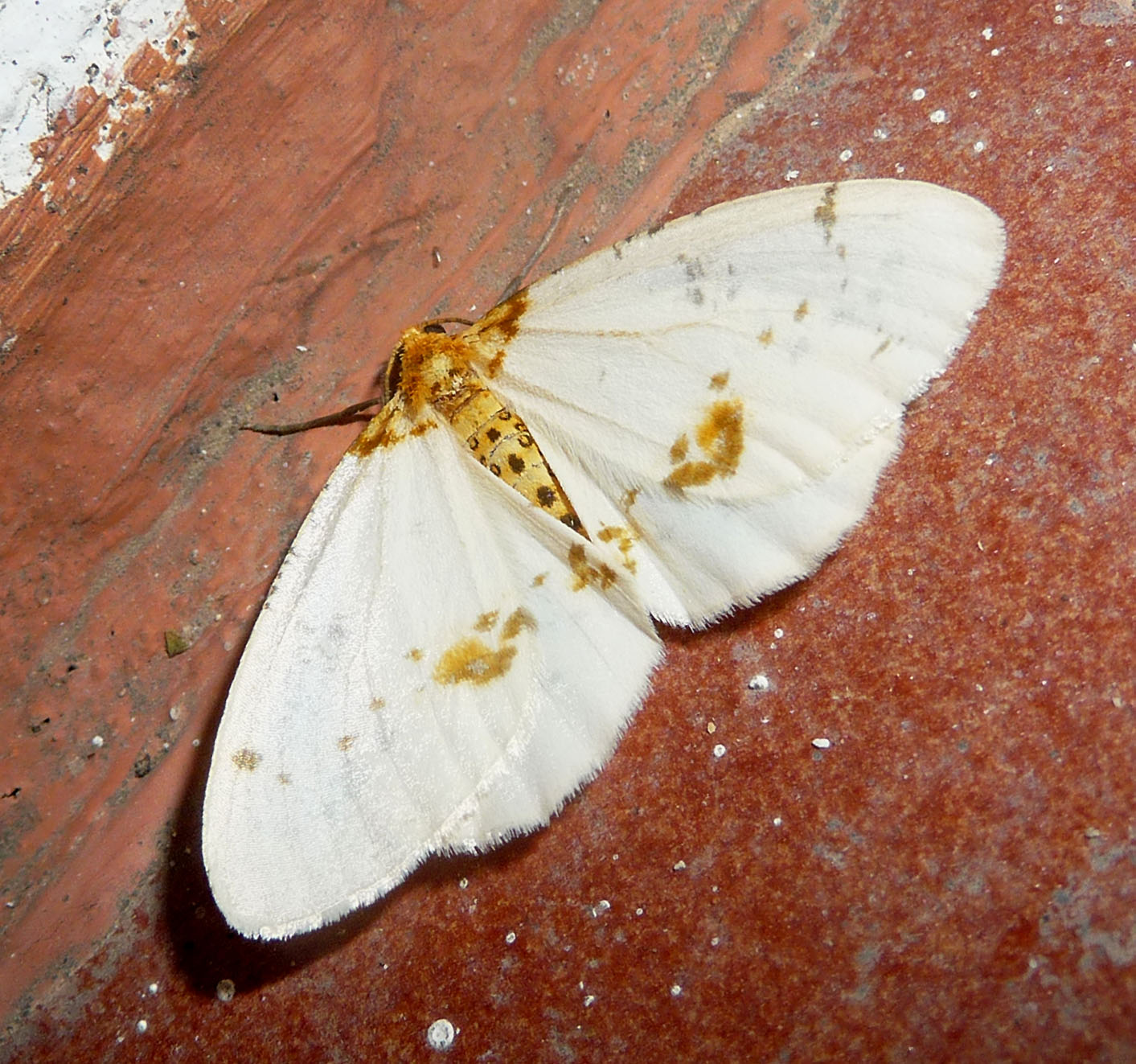
Abraxas pantaria
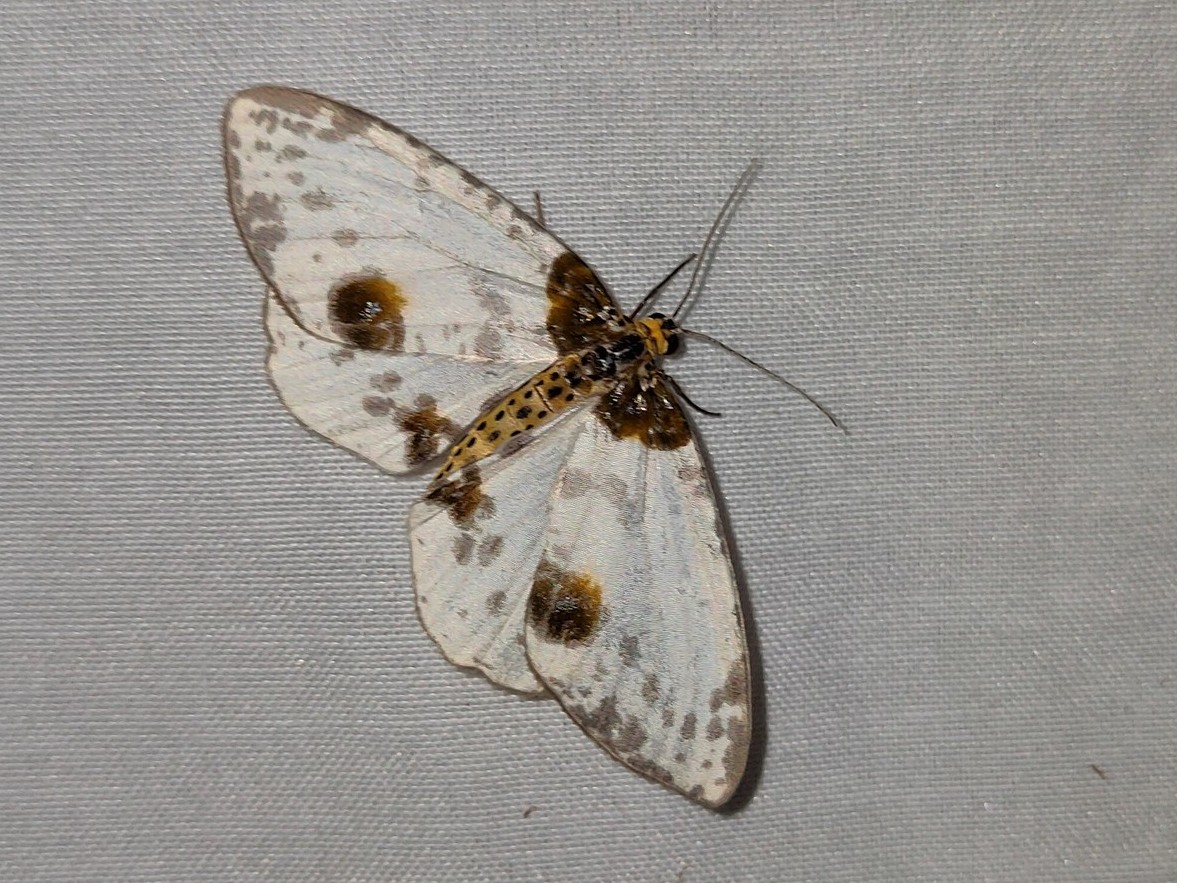
Abraxas persimplex
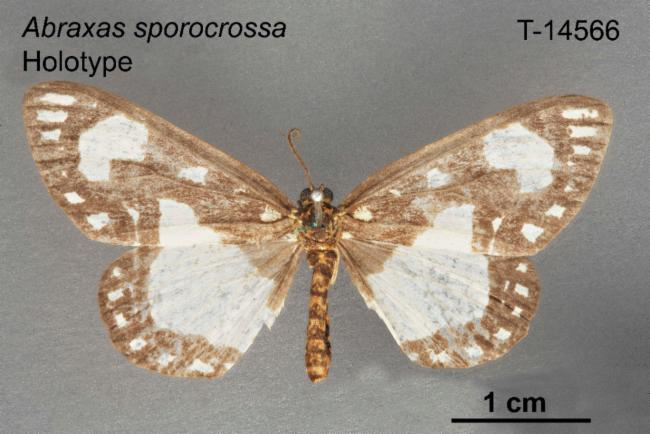
Abraxas sporocrossa
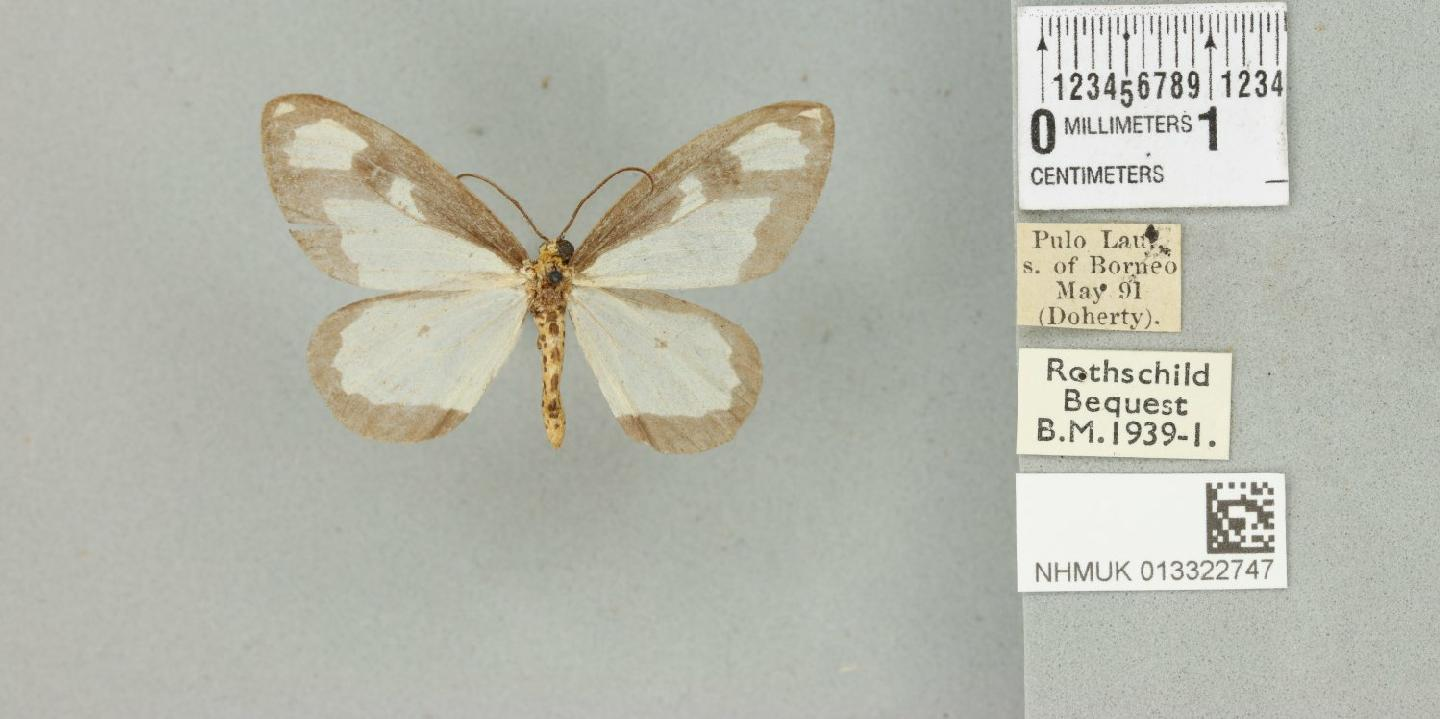
Abraxas subhyalinata
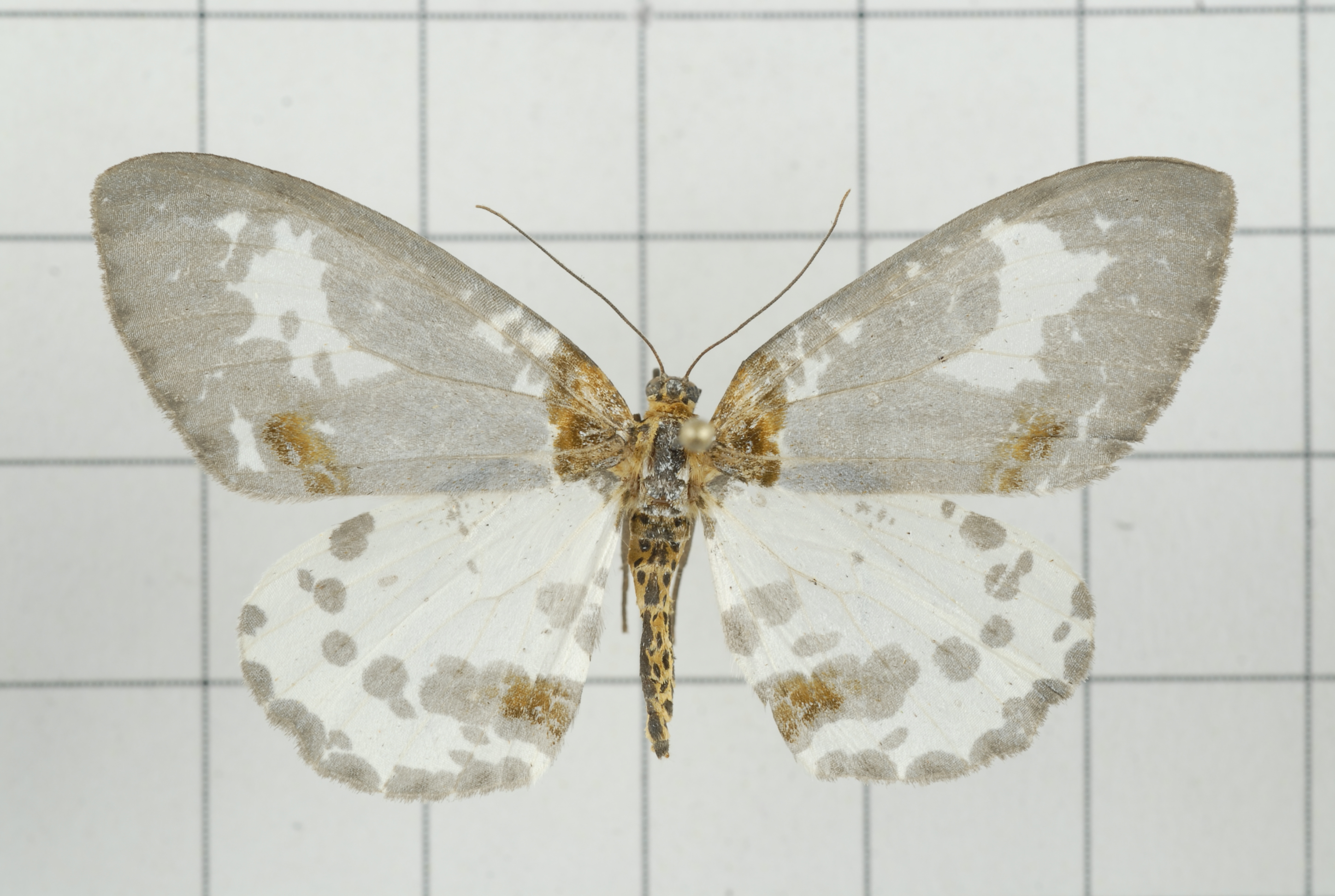
Abraxas submartiaria
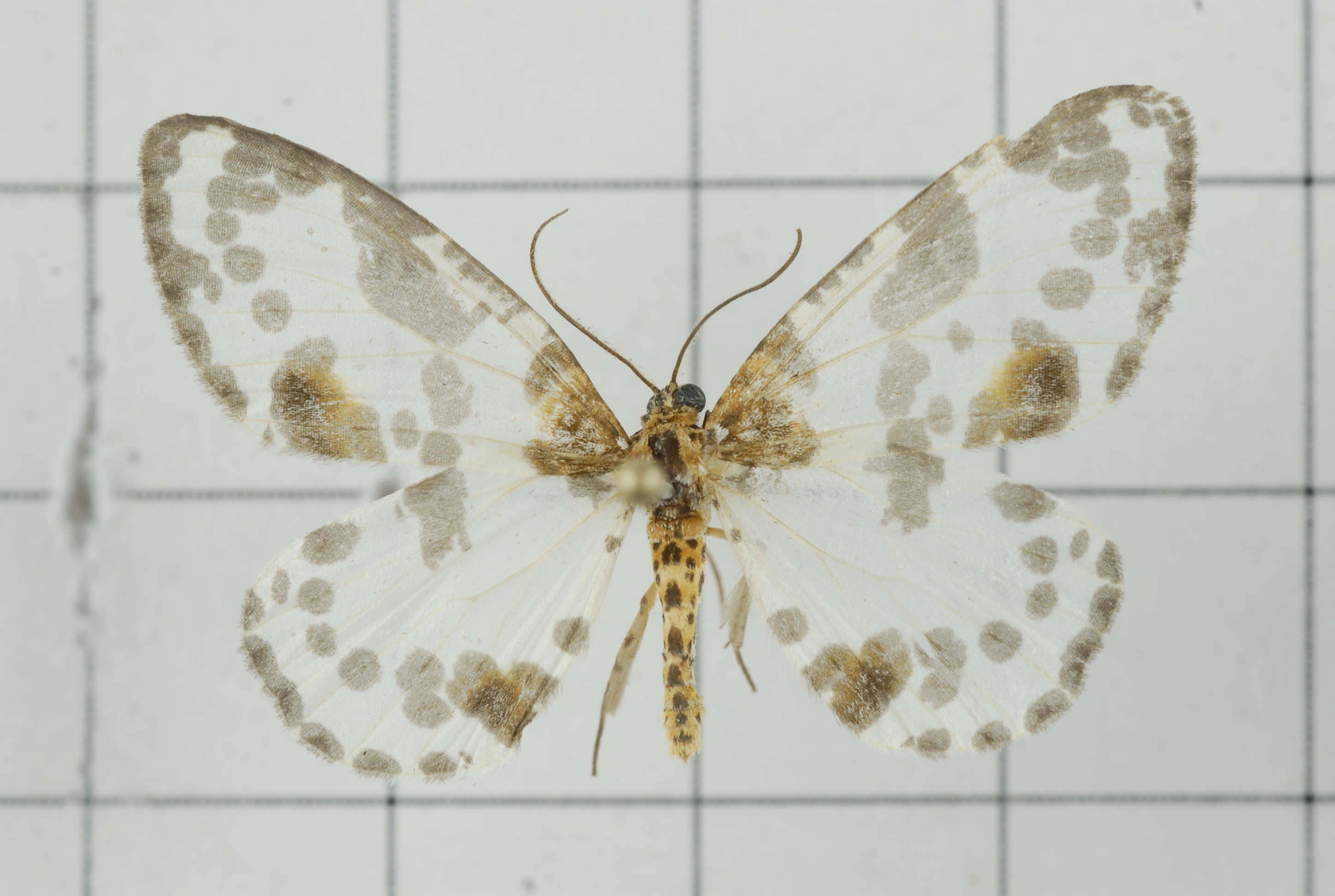
Abraxas suspecta
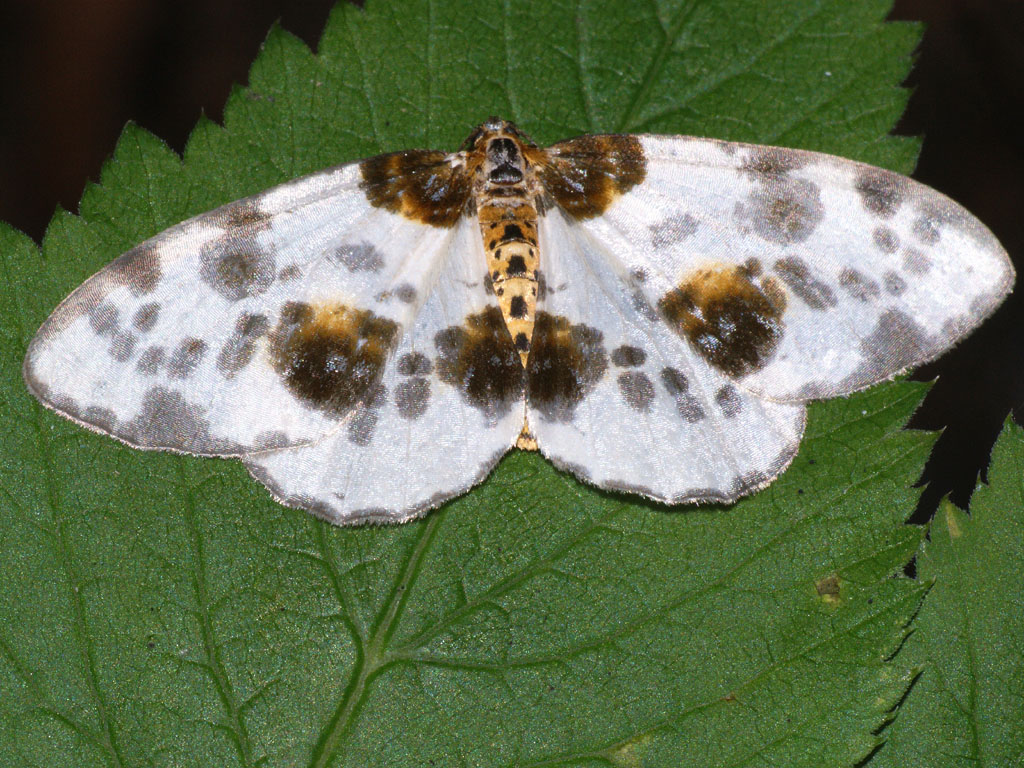
Almfläckmätare, Abraxas sylvata
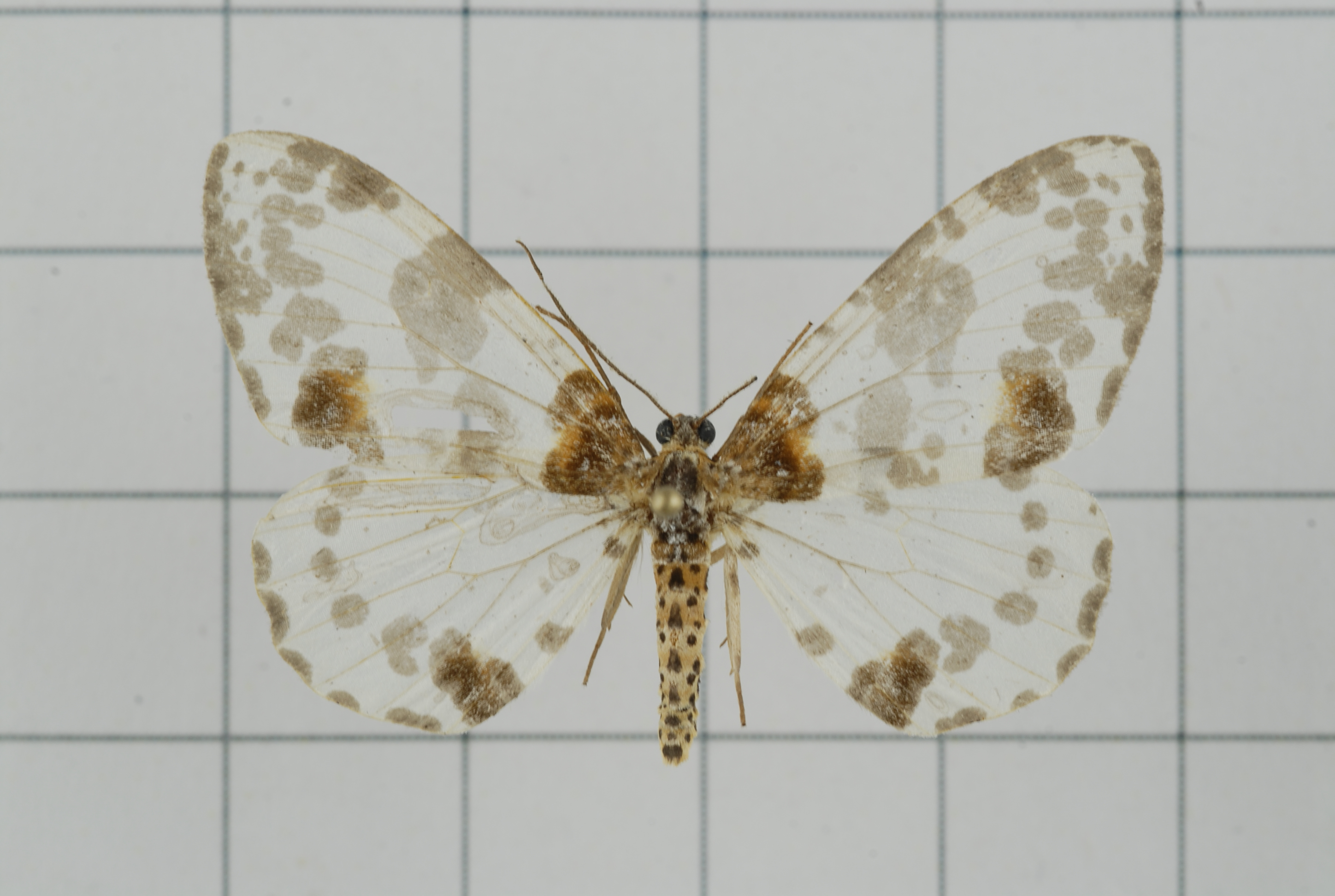
Abraxas tenuisuffusa
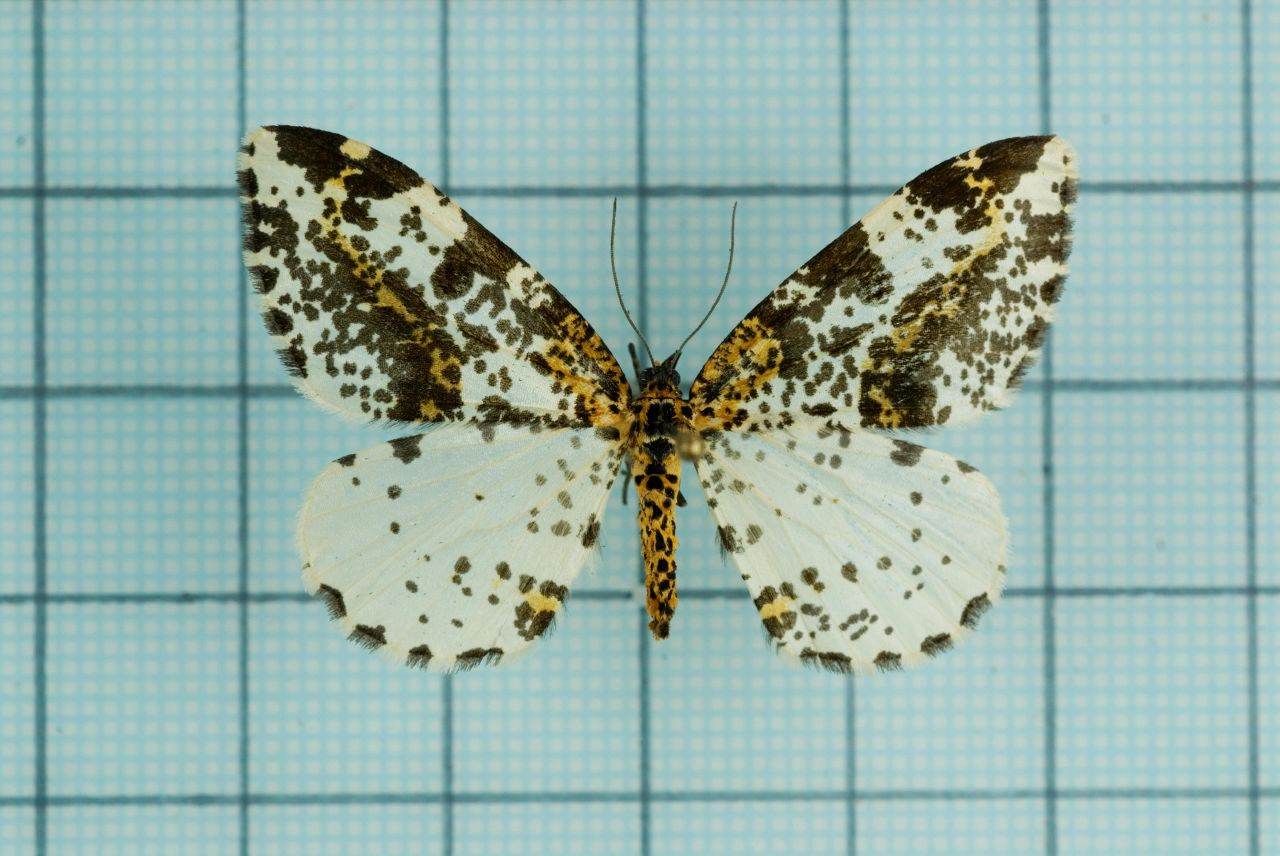
Abraxas wilemani